# 108 км (зупинний пункт, Одеська залізниця)
108 кіломе́тр — залізничний пасажирський зупинний пункт Одеської дирекції Одеської залізниці на лінії Побережжя — Підгородна.
Розташований на заході села Кумарі Врадіївського району Миколаївської області між станціями Кам'яний Міст (11 км) та Врадіївка (5 км).
На платформі зупиняються приміські поїзди.